# 1916 год в театре
1916 год в театре

## Персоналии

### Родились
- 4 января — Татьяна Михайловна Карпова, советская актриса театра и кино, народная артистка РСФСР.
- 12 февраля — Готлиб Михайлович Ронинсон, советский актёр театра и кино, народный артист РСФСР.
- 8 мая — Софья Владимировна Сотничевская, советская и российская актриса театра и кино, заслуженная артистка РСФСР.
- 28 июля — Степан Петрович Ожигин, советский актёр, народный артист РСФСР.
- 21 сентября — Зиновий Гердт, советский актёр театра и кино, народный артист СССР.
- 28 сентября — Ольга Васильевна Лепешинская, балерина, актриса Большого театра.
- 29 сентября — Тревор Ховард, английский актёр театра и кино.
- 5 октября — Михаил Константинович Девяткин, актёр театра и кино, заслуженный артист РСФСР.
- 15 декабря — Коле Якова, албанский драматург, поэт, прозаик, сценарист, театральный деятель (умер в 2002).
- 31 декабря — Сергей Александрович Боярский, советский актёр театра и кино.

### Скончались
- 30 января — Эмилио Тревес, итальянский драматург.
- 18 ноября — Юхан Аугуст Линдберг, шведский театральный деятель, режиссёр, актёр.
- 25 ноября — армянский драматург  Седрак Тараян